# HD 67159
HD 67159，又名BD-08 2222，SAO 135505、HR 3174，是一颗恒星，视星等为6.23，位于銀經230.04，銀緯12.07，其B1900.0坐标为赤經8h 1m 38.4s，赤緯-8° 12.07′ 28″。